# فليب غرنييه
فِليب غرُنييه (بالفرنسية: Philippe Grenier؛ 1865–1944 م) طبيب فرنسي، دخل في الإسلام، ويعد أول برلماني فرنسي مسلم في التاريخ. بعد تحصله على البكالوريا في بيزانسون انتسب إلى كلية الطب في السنوات 1883-1890، وذلك قبل انتقاله إلى مدينة بونتراليه؛ وكان أول اتصال له مع المسلمين الجزائريين عندما زار شقيقه في مدينة البليدة الجزائرية. لقد صدم الدكتور من أسلوب معاملة حكومة بلاده الظالمة للمسلمين الجزائريين وصدم أكثر من الفقر الذي وجده فيهم آنذاك. وكان يعالج الفقراء مجانًا ويندد علناً بالظلم الاجتماعي.
عُرف فيليب غرينييه بأنه مسلم مستقيم ورجل أمين وملتزم اجتماعياً ومهنياً. عاد في سنة 1894 إلى مدينة البليدة مجددا حيث دخل في الدين الإسلامي وتوجه إلى مكة المكرمة لأداء فريضة الحج وهو في سن 29 عاما وكان مولعا بارتداء اللباس العربي الجزائري آنذاك.
أصبح طبيبًا بحكم وظيفته في مسقط رأسه في مدينة بونتارليه، وأصبح مستشارًا بلديًا من خلال حملته على قضايا الصحة العامة والمساعدة العامة.
انتخب للبرلمان الفرنسي بنسبة 51٪ من الأصوات في الجولة الثانية عام 1896؛ في مجلس النواب تم تسجيله كعضو في اليسار الراديكالي. بشكل رئيسي بسبب دعمه للقوانين التنظيمية المتعلقة بالكحول، لم يحصل على عضوية البرلمان في عام 1898. رشّح للعضوية في عام 1902 لكنه لم يَفُزْ مرة أخرى.

## إسلامه
قال فيليب غرينيه عن سبب إسلامه عندما سُئل: «لقد كنتُ في أيام شبابي طبيباً بحرياً أُلازم البحر، وأعيش فيه بين السماء والماء، واِطلعتُ ذات مرة على نسخة من القرآن مترجمة للفرنسية بقلم السيد سافاري، فقرأت فيها آية من سورة النور تتضمن صفة الجاحد وتخبطه في جحوده كما يتخبط الغريق بين ظلمات الأمواج في يوم شاتٍ كثير السحاب، وهي قوله تعالى: ﴿أَوْ كَظُلُمَاتٍ فِي بَحْرٍ لُجِّيٍّ يَغْشَاهُ مَوْجٌ مِنْ فَوْقِهِ مَوْجٌ مِنْ فَوْقِهِ سَحَابٌ ظُلُمَاتٌ بَعْضُهَا فَوْقَ بَعْضٍ إِذَا أَخْرَجَ يَدَهُ لَمْ يَكَدْ يَرَاهَا وَمَنْ لَمْ يَجْعَلِ اللَّهُ لَهُ نُورًا فَمَا لَهُ مِنْ نُورٍ ۝٤٠﴾ [النور:40]، وكنت لما قرأت هذه الآية لَم أتشرف بعدُ بهداية الإسلام، ولا أعلم شيئاً عن المرشد الأعظم صلى الله عليه وسلم، فخُيّل إليَّ أن محمداً صلى الله عليه وسلم رجل عاش في البحار طول أيام حياته، ومع ذلك كنت أعجب كيف يتسنى لرجل أن يصف تخبط الضالين بمثل هذا الوصف الموجز الذي جُمع بكلمات قلائل أهوال البحار وحالتها الطبيعية، حتى يكاد الإنسان يشهد الحقيقة بحواسه كلها بأسلوب لا يستطيعه أبلغ مُمارس لأهوال البحار، فلما علمتُ بعد ذلك أن محمداً صلى الله عليه وسلم لَم يركب البحر قط، وأنه فوق ذلك كان أمياً، رجعت إلى القرآن فأطلت النظر في سورة النور، وفي سائر آيات هذا الكتاب الحكيم، فأيقنت أنه ليس من كلام البشر، وإنما من وحي الله، فأسلمت ولا أزال مغتبطاً بإسلامي الذي أراه دين الفطرة المعقول البعيد عن كل ما في الديانات الأخرى من بقايا الوثنية».